# British Antarctic Survey
El British Antarctic Survey (BAS), traduït com Relleu Antàrtic Britànic o Prospecció Antàrtica Britànica, és una institució nacional del Regne Unit dedicada a la recerca de l'Antàrtida. El BAS és part del Natural Environment Research Council (NERC) i té més de 400 empleats. Opera cinc estacions de recerca, dos vaixells i cinc avions en i a prop de l'Antàrtida. Treballa en projectes de recerca conjunts amb més de 40 universitats britàniques i més de 120 institucions col·laboradores nacionals i internacionals.

## Història
L'Operació Tabarin va ser una menuda expedició britànica en 1943 per a establir bases permanents a l'Antàrtida. Va ser una empresa conjunta del Almirallat Britànic i la Secretaria d'Estat per a les Colònies (Oficina Colonial). Al finalitzar la Segona Guerra Mundial va ser reanomenat com Falkland Islands Dependencies Survey (FIDS) i va quedar sota dependència plena de l'Oficina Colonial. En eixe moment hi havia quatre estacions, tres ocupades i una desocupada. Per al moment en què el FIDS va ser reanomenat a British Antarctic Survey el 1962, 19 estacions i tres refugis havien sigut establerts.
L'explorador antàrtic sir Vivian Fuchs va ser director del BAS de 1958 a 1973.

## Bases

### Bases en l'Antàrtida
El BAS opera cinc bases en el Territori Antàrtic Britànic (British Antarctic Territory):
- Base Rothera (Rothera Research Station), en l'illa Adelaida.
- Base Halley (Halley Research Station), en la barrera de gel Brunt.
- Base Signy (Signy Research Station), en l'illa Signy.
- Base Fossil Bluff (Fossil Bluff Logistics Facility) instal·lacions logístiques en l'illa Alexander I.
- Aeròdrom Sky Blu (Sky Blu Logistics Facility) instal·lacions logístiques en la Terra d'Ellsworth.

D'eixes bases, només Rothera i Halley són instal·lacions permanents durant tot l'any. Les altres operen només durant l'estiu antàrtic.
La Base Faraday va ser mantinguda fins al 1996, quan va ser cedida a Ucraïna, que la va reanomenar com Base Akademik Vernadsky.
Des de 1996 la històrica base de port Lockroy en l'illa Goudier ha sigut habilitada com a Herència Antàrtica del Regne Unit durant l'estiu antàrtic. Rebent prop de 10 000 visitants a l'any, és un dels llocs més visitats en el continent. Els visitants poden realitzar un passeig pel museu, comprar records, enviar correu, i veure la gran colònia de pingüins gentoo.